# Élections européennes de 2019 en Allemagne
Les élections européennes de 2019 en Allemagne se déroulent le 26 mai 2019 afin d'élire les 96 députés européens représentant l'Allemagne au Parlement européen.

## Mode de scrutin
Les députés européens allemands sont élus au scrutin proportionnel de liste, mais contrairement aux élections pour le Bundestag, les électeurs ne disposent que d'une seule voix. Le 26 février 2014, le Tribunal constitutionnel fédéral a décidé que l'imposition d'un seuil électoral était inconstitutionnel pour les élections européennes. Cela a pour conséquence de permettre l'entrée de plusieurs petits partis (de) au Parlement européen.
Lors de ces élections, peut voter tout citoyen européen résidant en Allemagne et ayant 18 ans ou plus, le jour de l'élection. Les citoyens allemands vivant dans d'autres pays de l'Union européenne, tout comme les ressortissants de pays-membres vivant en Allemagne, doivent décider s'ils votent dans leur pays d'origine ou dans leur pays de résidence.

## Contexte

### Contexte politique
Au niveau européen, le scrutin intervient dans un contexte inédit. La mandature 2014-2019 a en effet vu intervenir plusieurs événements susceptibles d'influer durablement sur la situation politique européenne, comme le référendum sur l'appartenance du Royaume-Uni à l'Union européenne en 2016, l'arrivée ou la reconduction au pouvoir dans plusieurs pays de gouvernements eurosceptiques et populistes (en Hongrie en 2014, en Pologne en 2015, en Autriche en 2017 et en Italie en 2018) et l'adoption de l'Accord de Paris sur le climat en 2015. Les élections interviennent alors que la Commission européenne est présidée depuis 15 ans par le Parti populaire européen (PPE) ; la Commission sortante, présidée par Jean-Claude Juncker, rassemble des membres du PPE, de l'Alliance des libéraux et des démocrates pour l'Europe et du Parti socialiste européen.
En Allemagne, les élections ont lieu près de deux ans après les dernières élections fédérales allemandes. À la suite de longues négociations marquées par l'échec de la tentative de créer une coalition jamaïcaine rassemblant la CDU/CSU, le FDP et les Verts, c'est finalement la grande coalition sortante entre CDU/CSU et SPD qui avait été reconduite, permettant à Angela Merkel de rester chancelière. En 2018, les élections régionales en Hesse et en Bavière se traduisent par un recul des deux partis au pouvoir et par une percée des Verts. En décembre 2018, c'est la centriste Annegret Kramp-Karrenbauer qui est élue à la tête de la CDU/CSU, Angela Merkel ayant renoncé à briguer la présidence du parti.

### Répartition partisane des députés européens sortants
Lors des élections de 2014, la coalition CDU/CSU était arrivée en tête.
Du fait des multiples conflits internes qu'elle a connu, l'Alternative pour l'Allemagne (AFD) a perdu, au cours de la législature, six de ses sept élus européens (cinq sont membres du LKR, un est membre du Parti bleu).
| Parti | Parti                                            | Sièges | Parti européen | Groupe    | Sièges |
| ----- | ------------------------------------------------ | ------ | -------------- | --------- | ------ |
|       | Union chrétienne-démocrate d'Allemagne (CDU)     | 29     | PPE            | PPE       | 34     |
|       | Union chrétienne-sociale en Bavière (CSU)        | 5      | PPE            | PPE       | 34     |
|       | Parti social-démocrate d'Allemagne (SPD)         | 27     | PSE            | S&D       | 27     |
|       | Alliance 90 / Les Verts (GRÜNE)                  | 11     | PVE            | Verts/ALE | 13     |
|       | Parti écologiste-démocrate (ÖDP)                 | 1      | –              | Verts/ALE | 13     |
|       | Parti des pirates (PIRATEN)                      | 1      | PPUE           | Verts/ALE | 13     |
|       | Die Linke (LINKE)                                | 7      | PGE            | GUE/NGL   | 8      |
|       | Indépendant (ex-Parti de protection des animaux) | 1      | –              | GUE/NGL   | 8      |
|       | Indépendants                                     | 4      | –              | CRE       | 6      |
|       | Réformateurs libéraux-conservateurs (LKR)        | 1      | –              | CRE       | 6      |
|       | Alliance C                                       | 1      | MPCE           | CRE       | 6      |
|       | Électeurs libres (FW)                            | 1      | PDE            | ADLE      | 4      |
|       | Parti libéral-démocrate (FDP)                    | 3      | ALDE           | ADLE      | 4      |
|       | Alternative pour l'Allemagne (AfD)               | 7      | –              | ELDD      | 1      |
|       | Parti bleu (Blaue)                               | 1      | –              | ENL       | 1      |
|       | Parti national-démocrate d'Allemagne (NPD)       | 1      | APL            | NI        | 2      |
|       | Die PARTEI (PARTEI)                              | 1      | –              | NI        | 2      |

## Campagne

### Partis et candidats
59 listes se présentent aux élections européennes en Allemagne, 41 sont retenues par l'institut Statistisches Bundesamt, soit dix de plus qu'en 2014. Ce nombre important de candidatures est le résultat de l'abandon du seuil d'éligibilité lors du précédent scrutin et de l'entrée de plusieurs petits partis au Parlement européen en 2014, certains ayant même fait moins d'1 %.
| Parti | Parti                                                                              | Idéologie                                                            | Parti européen | Candidats                        | Députés sortants | Députés sortants |
| Parti | Parti                                                                              | Idéologie                                                            | Parti européen | Candidats                        | Nombre           | Groupe           |
| ----- | ---------------------------------------------------------------------------------- | -------------------------------------------------------------------- | -------------- | -------------------------------- | ---------------- | ---------------- |
|       | Union chrétienne-démocrate d'Allemagne Christlich Demokratische Union Deutschlands | Centre droit Démocratie chrétienne, libéral-conservatisme            | PPE            | Manfred Weber                    | 29 / 96          | PPE              |
|       | Union chrétienne-sociale en Bavière Christlich-Soziale Union in Bayern             | Centre droit Démocratie chrétienne, libéral-conservatisme            | PPE            | Manfred Weber                    | 5 / 96           | PPE              |
|       | Parti social-démocrate d'Allemagne Sozialdemokratische Partei Deutschlands         | Centre gauche Social-démocratie                                      | PSE            | Katarina Barley, Udo Bullmann    | 27 / 96          | S&D              |
|       | Alliance 90 / Les Verts Bündnis 90/Die Grünen                                      | Centre gauche Écologie politique                                     | PVE            | Ska Keller, Sven Giegold         | 11 / 96          | Verts/ALE        |
|       | Die Linke (La Gauche)                                                              | Extrême gauche à gauche Socialisme démocratique, populisme de gauche | PGE            | Özlem Demirel, Martin Schirdewan | 7 / 96           | GUE/NGL          |
|       | Alternative pour l'Allemagne Alternative für Deutschland                           | Droite à extrême droite Populisme, national-conservatisme            |                | Jörg Meuthen                     | 1 / 96           | ELDD             |
|       | Parti libéral-démocrate Freie Demokratische Partei                                 | Centre à centre droit Libéralisme économique                         | ALDE           | Nicola Beer                      | 3 / 96           | ADLE             |
|       | Électeurs libres Freie Wähler                                                      | Centre droit Localisme, libéral conservatisme                        | PDE            | Ulrike Müller                    | 1 / 96           | ADLE             |
|       | Parti des pirates Piratenpartei                                                    | Centre gauche Protection des libertés numériques                     | PPUE           | Patrick Breyer                   | 1 / 96           | Verts/ALE        |

### Sondages
N.B. : est mentionné ici le dernier sondage publié par chaque institut. Pour consulter les sondages précédents ou antérieurs à 2019, se reporter à l'article détaillé.
| Sondeur                 | Date          | LINKE  | GRÜNE   | Tiersch. | SPD     | FDP    | FW     | CDU     | CSU     | AfD    | PP     | PARTEI | Autres |
| ----------------------- | ------------- | ------ | ------- | -------- | ------- | ------ | ------ | ------- | ------- | ------ | ------ | ------ | ------ |
| Sondeur                 | Date          |        |         |          |         |        |        |         |         |        |        |        |        |
| IPSOS                   | 24 mai 2019   | 7 %    | 18 %    | –        | 17 %    | 6 %    | 2 %    | 27 %    | 27 %    | 12 %   | 1 %    | 3 %    | 7 %    |
| Forschungsgruppe Wahlen | 23 mai 2019   | 6,5 %  | 18,5 %  | –        | 17,5 %  | 5,5 %  | –      | 28 %    | 28 %    | 12 %   | –      | –      | 12 %   |
| INSA                    | 22 mai 2019   | 7 %    | 18 %    | 2 %      | 15,5 %  | 8 %    | 3 %    | 28 %    | 28 %    | 12 %   | 1 %    | 2,5 %  | 3 %    |
| Infratest dimap         | 16 mai 2019   | 7 %    | 17 %    | –        | 17 %    | 7 %    | 3 %    | 28 %    | 28 %    | 12 %   | –      | 3 %    | 6 %    |
| FGW                     | 12 avril 2019 | 6 %    | 19 %    | –        | 18 %    | 7 %    | –      | 32 %    | 32 %    | 10 %   | –      | –      | 8 %    |
| Élections de 2014       | 25 mai 2014   | 7,39 % | 10,70 % | 1,25 %   | 27,27 % | 3,36 % | 1,46 % | 35,36 % | 35,36 % | 7,04 % | 1,45 % | 0,63 % | 4,09 % |

## Résultats

### Nationaux
| Parti ou coalition       | Parti ou coalition                                                                           | Voix                           | %                | +/-                | Sièges  | +/-           | Groupe          | Groupe |
| ------------------------ | -------------------------------------------------------------------------------------------- | ------------------------------ | ---------------- | ------------------ | ------- | ------------- | --------------- | ------ |
|                          | Union CDU/CSU - Union chrétienne-démocrate d'Allemagne - Union chrétienne-sociale en Bavière | 10 791 910 8 437 093 2 354 817 | 28,86 22,57 6,30 | 6,70 · 7,45 · 0,96 | 29 23 6 | 5 · 6 · 1     | PPE             |        |
|                          | Alliance 90 / Les Verts (Grünen)                                                             | 7 675 584                      | 20,53            | 9,83               | 21      | 10            | Verts/ALE       |        |
|                          | Parti social-démocrate d'Allemagne (SPD)                                                     | 5 914 963                      | 15,82            | 11,45              | 16      | 11            | S&D             |        |
|                          | Alternative pour l'Allemagne (AfD)                                                           | 4 103 453                      | 10,97            | 3,93               | 11      | 4             | ID              |        |
|                          | Die Linke                                                                                    | 2 056 010                      | 5,50             | 1,89               | 5       | 2             | GUE/NGL         |        |
|                          | Parti libéral-démocrate (FDP)                                                                | 2 028 353                      | 5,42             | 2,06               | 5       | 2             | RE              |        |
|                          | Die PARTEI                                                                                   | 898 386                        | 2,40             | 1,77               | 2       | 1             | Verts/ALE et NI |        |
|                          | Électeurs libres (FW)                                                                        | 806 590                        | 2,16             | 0,7                | 2       | 1             | RE              |        |
|                          | Parti de protection des animaux (Tiersch.)                                                   | 541 984                        | 1,45             | 0,2                | 1       | en stagnation | GUE/NGL         |        |
|                          | Parti écologiste-démocrate (ÖDP)                                                             | 370 006                        | 0,99             | 0,35               | 1       | en stagnation | Verts/ALE       |        |
|                          | Parti des familles d'Allemagne (FAM)                                                         | 273 755                        | 0,73             | 0,04               | 1       | en stagnation | CRE             |        |
|                          | Volt                                                                                         | 248 824                        | 0,67             | Nv.                | 1       | Nv.           | Verts/ALE       |        |
|                          | Parti des pirates (Piraten)                                                                  | 243 363                        | 0,65             | 0,8                | 1       | en stagnation | Verts/ALE       |        |
|                          | Démocratie en Europe - DiEM25 (DE)                                                           | 130 072                        | 0,35             | Nv.                | 0       | Nv.           |                 |        |
|                          | Parti national-démocrate d'Allemagne (NPD)                                                   | 101 323                        | 0,27             | 0,76               | 0       | 1             |                 |        |
|                          | Parti d'action pour le bien être animal (TH)                                                 | 99 731                         | 0,27             | Nv.                | 0       | Nv.           |                 |        |
|                          | Parti pour les animaux d'Allemagne (PTD)                                                     | 85 722                         | 0,23             | Nv.                | 0       | Nv.           |                 |        |
|                          | Parti bavarois (BP)                                                                          | 81 881                         | 0,22             | 0,01               | 0       | en stagnation |                 |        |
|                          | Panthère grise (de) (GP)                                                                     | 76 172                         | 0,20             | Nv.                | 0       | Nv.           |                 |        |
|                          | Les Gris - Pour toutes générations (de) (DG)                                                 | 71 282                         | 0,19             | Nv.                | 0       | Nv.           |                 |        |
|                          | Parti pour la recherche en santé (PFG)                                                       | 71 006                         | 0,19             | Nv.                | 0       | Nv.           |                 |        |
|                          | Alliance pour l'innovation et la justice (de) (BIG)                                          | 68 654                         | 0,18             | Nv.                | 0       | Nv.           |                 |        |
|                          | Alliance pour la protection des droits de l'homme, des animaux et de la nature (de) (AMTN)   | 68 597                         | 0,18             | Nv.                | 0       | Nv.           |                 |        |
|                          | Alliance C - Chrétiens pour l'Allemagne (BC)                                                 | 66 228                         | 0,18             | Nv.                | 0       | Nv.           |                 |        |
|                          | Parti des humanistes (PH)                                                                    | 62 613                         | 0,17             | Nv.                | 0       | Nv.           |                 |        |
|                          | À partir de maintenant... démocratie par référendum (de) (R)                                 | 58 541                         | 0,16             | 0,14               | 0       | en stagnation |                 |        |
|                          | Parti Féministe - Les femmes (de) (FP)                                                       | 55 258                         | 0,15             | Nv.                | 0       | Nv.           |                 |        |
|                          | Réformateurs libéraux-conservateurs (LKR)                                                    | 43 965                         | 0,12             | Nv.                | 0       | Nv.           |                 |        |
|                          | Alliance pour un revenu de base (de) (BG)                                                    | 40 834                         | 0,11             | Nv.                | 0       | Nv.           |                 |        |
|                          | Gauche écologique (de) (OL)                                                                  | 35 794                         | 0,10             | Nv.                | 0       | Nv.           |                 |        |
|                          | Monde humain (de) (MW)                                                                       | 34 447                         | 0,09             | Nv.                | 0       | Nv.           |                 |        |
|                          | Parti de l'amour européen (de) (EPL)                                                         | 33 152                         | 0,09             | Nv.                | 0       | Nv.           |                 |        |
|                          | Les Violets (de) (DV)                                                                        | 27 814                         | 0,07             | Nv.                | 0       | Nv.           |                 |        |
|                          | Démocratie directe (de) (DD)                                                                 | 25 530                         | 0,07             | Nv.                | 0       | Nv.           |                 |        |
|                          | La Droite (DR)                                                                               | 24 627                         | 0,07             | Nv.                | 0       | Nv.           |                 |        |
|                          | Parti communiste allemand (DKP)                                                              | 20 419                         | 0,05             | 0,03               | 0       | en stagnation |                 |        |
|                          | Parti marxiste-léniniste d'Allemagne (MLPD)                                                  | 18 340                         | 0,05             | 0,01               | 0       | en stagnation |                 |        |
|                          | Nouveaux Libéraux (NL)                                                                       | 15 943                         | 0,04             | Nv.                | 0       | Nv.           |                 |        |
|                          | La Troisième Voie (D3W)                                                                      | 12 822                         | 0,03             | Nv.                | 0       | Nv.           |                 |        |
|                          | Parti de l'égalité socialiste (en) (SGP)                                                     | 5 293                          | 0,01             | 0,02               | 0       | en stagnation |                 |        |
|                          |                                                                                              |                                |                  |                    |         |               |                 |        |
| Votes valides            | Votes valides                                                                                | 37 389 231                     | 98,88            |                    |         |               |                 |        |
| Votes blancs et nuls     | Votes blancs et nuls                                                                         | 422 740                        | 1,12             |                    |         |               |                 |        |
| Total                    | Total                                                                                        | 37 811 971                     | 100              | -                  | 96      | en stagnation | -               |        |
| Abstentions              | Abstentions                                                                                  | 23 762 166                     | 38,59            |                    |         |               |                 |        |
| Inscrits / Participation | Inscrits / Participation                                                                     | 61 574 137                     | 61,41            |                    |         |               |                 |        |

### Par région

CDU/CSU vote
Green vote
SPD vote
AfD vote
Linke vote
FDP vote
PARTEI vote
FW vote

| Land                               | CDU/CSU | CDU/CSU | Les Verts | Les Verts | SPD  | SPD  | AfD  | AfD  | Die Linke | Die Linke | FDP | FDP |
| Land                               | %       | +/-     | %         | +/-       | %    | +/-  | %    | +/-  | %         | +/-       | %   | +/- |
| ---------------------------------- | ------- | ------- | --------- | --------- | ---- | ---- | ---- | ---- | --------- | --------- | --- | --- |
| Bade-Würtemberg                    | 30,8    | 8,5     | 23,3      | 10,1      | 13,3 | 9,7  | 10,0 | 2,1  | 3,1       | 0,5       | 6,8 | 2,7 |
| Basse-Saxe                         | 29,9    | 9,5     | 22,6      | 11,7      | 20,9 | 11,6 | 7,9  | 2,6  | 3,8       | 0,2       | 5,0 | 2,4 |
| Bavière                            | 40,7    | 0,2     | 19,1      | 7,0       | 9,3  | 10,8 | 8,5  | 0,5  | 2,4       | 0,6       | 3,4 | 0,3 |
| Berlin                             | 15,2    | 4,8     | 27,8      | 8,8       | 14,0 | 10,0 | 9,9  | 2,0  | 11,9      | 4,3       | 4,7 | 2,0 |
| Brandebourg                        | 18,0    | 7,0     | 12,3      | 6,2       | 17,2 | 9,7  | 19,9 | 11,4 | 12,3      | 7,3       | 4,4 | 2,3 |
| Brême                              | 21,9    | 0,5     | 22,7      | 5,1       | 24,5 | 9,9  | 7,7  | 1,9  | 7,8       | 1,7       | 4,7 | 1,4 |
| Hambourg                           | 17,7    | 6,9     | 31,1      | 13,9      | 19,8 | 13,9 | 6,5  | 0,5  | 7,0       | 1,7       | 5,6 | 1,9 |
| Hesse                              | 25,8    | 4,8     | 23,4      | 10,5      | 18,4 | 11,9 | 9,9  | 0,8  | 4,4       | 1,2       | 6,4 | 2,4 |
| Mecklembourg-Poméranie-Occidentale | 24,5    | 10,1    | 10,8      | 5,7       | 15,6 | 5,7  | 17,7 | 10,7 | 13,9      | 5,7       | 3,9 | 2,0 |
| Rhénanie-du-Nord-Westphalie        | 27,9    | 7,7     | 23,2      | 13,1      | 19,2 | 14,5 | 8,5  | 3,1  | 4,2       | 0,5       | 6,7 | 2,7 |
| Rhénanie-Palatinat                 | 31,3    | 7,1     | 16,7      | 8,7       | 21,3 | 9,4  | 9,8  | 3,2  | 3,1       | 0,6       | 5,8 | 2,1 |
| Sarre                              | 32,5    | 2,5     | 13,2      | 7,2       | 23,1 | 11,3 | 9,6  | 2,8  | 6,0       | 0,7       | 3,7 | 1,5 |
| Saxe                               | 23,0    | 11,5    | 10,3      | 4,3       | 8,6  | 7,0  | 25,3 | 15,1 | 11,7      | 6,6       | 4,7 | 2,1 |
| Saxe-Anhalt                        | 23,2    | 7,5     | 9,2       | 4,3       | 12,6 | 9,1  | 20,4 | 14,0 | 14,4      | 7,5       | 4,9 | 2,3 |
| Schleswig-Holstein                 | 26,2    | 8,2     | 29,1      | 16,7      | 17,1 | 14,8 | 7,5  | 0,6  | 3,7       | 0,7       | 5,9 | 2,2 |
| Thuringe                           | 24,7    | 7,1     | 8,6       | 3,6       | 11,0 | 7,3  | 22,5 | 15,1 | 13,8      | 8,7       | 4,4 | 2,3 |

- CDU/CSU vote
- Green vote
- SPD vote
- AfD vote
- Linke vote
- FDP vote
- PARTEI vote
- FW vote

### Différences régionales
| Länder                   | Union  | Grünen | SPD    | AfD    | Linke  | FDP   | PARTEI | FW    | Autres |
| ------------------------ | ------ | ------ | ------ | ------ | ------ | ----- | ------ | ----- | ------ |
| Länder                   |        |        |        |        |        |       |        |       |        |
| Anciens Länder (ex-RFA)  | 30,5 % | 22,5 % | 16,6 % | 8,8 %  | 3,8 %  | 5,6 % | 2,3 %  | 2,2 % | 7,3 %  |
| Nouveaux Länder (ex-RDA) | 21,5 % | 11,6 % | 12,2 % | 21,1 % | 13,4 % | 4,4 % | 2,8 %  | 2,1 % | 10,9 % |
| Allemagne                | 28,9 % | 20,5 % | 15,8 % | 11,0 % | 5,5 %  | 5,4 % | 2,4 %  | 2,2 % | 8,3 %  |

## Analyse sociologique
| Catégorie                      | Union | Grünen | SPD  | AfD  | Linke | FDP |
| ------------------------------ | ----- | ------ | ---- | ---- | ----- | --- |
| Catégorie                      |       |        |      |      |       |     |
| Sexe                           |       |        |      |      |       |     |
| Hommes                         | 29 %  | 18 %   | 15 % | 14 % | 6 %   | 6 % |
| Femmes                         | 29 %  | 24 %   | 16 % | 8 %  | 5 %   | 5 % |
| Âge                            |       |        |      |      |       |     |
| Moins de 30 ans                | 14 %  | 31 %   | 9 %  | 7 %  | 7 %   | 8 % |
| 30-44 ans                      | 23 %  | 23 %   | 12 % | 12 % | 6 %   | 6 % |
| 45-59 ans                      | 27 %  | 23 %   | 14 % | 13 % | 5 %   | 6 % |
| Plus de 60 ans                 | 41 %  | 13 %   | 22 % | 9 %  | 5 %   | 4 % |
| Statut                         |       |        |      |      |       |     |
| Ouvrier                        | 28 %  | 13 %   | 18 % | 18 % | 6 %   | 4 % |
| Employé                        | 28 %  | 23 %   | 16 % | 9 %  | 5 %   | 6 % |
| Fonctionnaire                  | 34 %  | 26 %   | 17 % | 6 %  | 4 %   | 5 % |
| Indépendant                    | 35 %  | 23 %   | 8 %  | 10 % | 5 %   | 8 % |
| Études                         |       |        |      |      |       |     |
| Hauptschulabschluss            | 41 %  | 9 %    | 22 % | 12 % | 4 %   | 4 % |
| Mittlere Reife                 | 29 %  | 16 %   | 15 % | 15 % | 6 %   | 6 % |
| Abitur (baccalauréat)          | 22 %  | 28 %   | 12 % | 9 %  | 6 %   | 7 % |
| Hochschulabschluss (supérieur) | 23 %  | 31 %   | 15 % | 5 %  | 6 %   | 7 % |